# 秋田県道271号植田平鹿線
秋田県道271号植田平鹿線（あきたけんどう271ごう うえだひらかせん）は、秋田県横手市を通る一般県道である。

## 概要
横手市十文字町植田の県道13号から北方向へ分岐し、横手市平鹿地域の中心部西側を通り、終点で国道107号に合流する。

### 路線データ
- 総延長 : 5.298 km[2]
- 実延長 : 5.298 km[2]
- 起点 : 秋田県横手市十文字町植田字宮ノ東122番5（宮ノ東交差点、秋田県道13号湯沢雄物川大曲線交点）[3]北緯39度13分34秒 東経140度28分16.51秒
- 終点 : 秋田県横手市平鹿町浅舞字土井尻95番1（館廻交差点、国道107号交点）[3]北緯39度16分4.7秒 東経140度28分56.9秒
- 未供用区間 : なし[2]

## 歴史
- 1959年（昭和34年）2月17日 - 秋田県道に認定される[3]。
- 2003年（平成15年）5月16日 - 平鹿郡十文字町植田にすでに開通していたバイパス道路を現道とし起点を十文字町植田字宮ノ東に変更すると同時に、現道（十文字町植田字植田127番から字忍ノ沢153番2間）の認定を解除する[4]。

## 路線状況

### 冬期閉鎖区間
- なし[5]

### 交通不能区間
- なし[6]

## 地理

### 交差する道路
| 施設名       | 接続路線名                   | 備考 | 所在地                     |
| ------------ | ---------------------------- | ---- | -------------------------- |
| 宮ノ東交差点 | 秋田県道13号湯沢雄物川大曲線 | 起点 | 横手市十文字町植田字宮ノ東 |
| 館廻交差点   | 国道107号                    | 終点 | 横手市平鹿町浅舞字土井尻   |